# Apărarea scandinavă
Apărarea scandinavă este o deschidere în șah caracterizată prin mutările:
1. e4 d5
Această apărare se bazează pe atac, dar poate fi ușor respinsă prin 1.e4-d5  2.e:d5-D:d5
3.Cc3-Dd6  4.d4-c6  5.Cge2!-Cf6  6.Nf4-Db4  7.Nc7-D:b2  8.Tb1-Da3  9.Tb3-Da6  10.Cf4!-b5
11.T:b5!-c:b5  12.N:b5+-D:b5  13.C:b5 și albul are o damă în plus.